# 約翰·佛蘭斯蒂德
約翰·佛蘭斯蒂德（英語：John Flamsteed，FRS ，1646年8月19日 – 1719年12月31日）是一位英國天文學家，也是第一位英國的皇家天文學家。他的主要成就是編制了3,000顆恒星的星表，《不列顛星圖集》和一本名為《科萊斯蒂斯星圖集》的星圖，但都是在他過世後才出版的。他為格林威治皇家天文台奠定了基礎，並首次記錄了對天王星的觀測，然而他錯誤地將其編目為恆星。
著名的佛蘭斯蒂德命名法即是由約翰·佛蘭斯蒂德所發明的。

## 生平
佛蘭斯蒂德出生於英格蘭德比郡丹比，是史蒂芬·佛蘭斯蒂德和他的第一任妻子瑪麗·斯帕德曼（英語：Mary Spadman）的獨子。他在德比聖彼得教堂墓地的德比學校和德比的免費學校接受教育，這所學校靠近他父親經營麥芽釀造業務的地方。當時，這所學校的大多數大師都是清教徒。佛蘭斯蒂德對拉丁語有扎實的知識，這對閱讀當時的科學文獻至關重要；並且熱愛歷史，於1662年5月離開學校:3–4。
他在德比學校校長的推薦下進入劍橋大學耶穌學院，但因多年的慢性疾病而延后。在那些年裏，佛蘭斯蒂德在他父親的生意上給了一些幫助，並從父親那裡學習了算術和分數的使用，並對數學和天文學產生了濃厚的興趣。在1662年7月，他對13世紀的約翰內斯·德·薩克羅博科的作品《世界之光》著迷，並於1662年9月12日觀測到了他的第一次日偏食。1663年初，他閱讀了托馬斯·法爾的《時鐘：晷面藝術》，這引發了人們對日晷的興趣。1663年夏天，他閱讀過溫蓋特的《卡農》、威廉·奧特雷德的《卡農》和托馬斯·斯特魯普的《晷面藝術》。大約在同一時間，他獲得了托馬斯·司奇狄的《卡羅萊納州天文學》，或《天體運動的新理論》（《卡洛琳表》）。 他與當地對天文學感興趣的紳士聯繫在一起，包括威廉·利奇福德（英語：William Litchford），他的圖書館收藏了占星家約翰·加德伯里的作品，其中包括傑裡邁亞·霍羅克斯的天文表，後者於1641年去世，享年22歲。霍羅克斯的工作給弗拉姆斯蒂德留下了深刻的印象（就像艾薩克·牛頓一樣）:8–11。
1665年8月，19歲的佛蘭斯蒂德寫了他的第一篇關於天文學的論文，題為《數學論文》，作為送給朋友利奇福德的禮物。內容涉及天文學的象限儀設計、使用和構造，包括德比緯度的表格:11。
1670年9月，佛蘭斯蒂德訪問了劍橋，並以大學生的身份報名耶穌學院。雖然他似乎從未定居過，但他在1674年在那裡待了兩個月，並有機會聽艾薩克·牛頓的「盧卡斯講座」:26。
他正準備在德比郡謀生，且被任命為執事，這時他的贊助人喬納斯·摩爾，軍械量測總監邀請他到倫敦。摩爾最近向英國皇家學會提出了建立天文台的提議。然而，當英國的查理二世被他的情婦樸次茅斯公爵路易絲·德·克魯阿爾說服，採用一位名叫聖皮爾（法語：Le Sieur de St Pierre）的人提出根據月球位置尋找經度的建議時，他搶先了先發制人。1674年12月，查理二世任命了一個皇家委員會來審查該提案，該委員會由威廉·布朗克，布朗克第二子爵、賽斯·沃德 (索爾茲伯里主教)、塞繆爾·莫蘭、克里斯多福·雷恩（英語：Christopher Wren）、西留斯·提圖斯、約翰·佩爾 (數學家)和羅伯特‧虎克組成。
1675年2月2日抵達倫敦，與喬納斯·摩爾住在倫敦塔，佛蘭斯蒂德有機會被提圖斯帶去見國王。隨後，他被接納為皇家委員會的官方助理，並提供了意見，以測試聖皮爾的提議並提出自己的意見。委員會的結論是，儘管聖皮爾的提議不值得進一步考慮，但國王應考慮建立一個天文台並任命一名觀察員，以便更好地繪製恆星和月球運動的星圖，從而為成功開發月月球距離法尋找經度奠定基礎。
1675年3月4日，佛蘭斯蒂德被皇家委任為「國王天文台」：成為第一位英國皇家天文學家，每年津貼100英鎊。委任令稱他的任務是「校正天體運動表和恆星的位置，以找出完善導航所需的經度位置」。1675年6月，另一份皇家授權書為格林威治皇家天文台的建立提供了依據，佛蘭斯蒂德於8月10日為天文台奠基。
1676年2月，他被認可為皇家學會會員，7月，他搬進了天文台，在那裡一直住到1684年，當時他「被提升為神職人員並被任命為布爾斯托的校長」，這是在薩里郡克勞利附近的一個小村莊。他一直擔任該職位以及皇家天文學家的職位，直到去世。他被安葬在布林斯托，該教堂的東窗是為了紀念他而建的。 

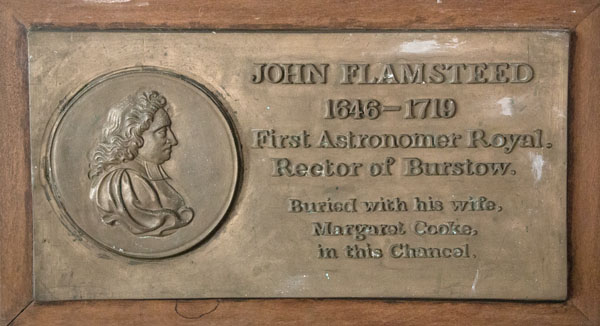
紀念約翰·佛蘭斯蒂德和他的妻子，在薩里郡布爾斯托聖巴薩羅繆教堂聖壇墳墓的牌匾。

佛蘭斯蒂德的遺孀瑪格麗特的遺囑訓示，她自己的「遺體將存放在其丈夫，約翰·佛蘭斯蒂德埋葬在布爾斯托教堂聖壇的同一墳墓中」。她還留下了訓示和25英鎊，供遺囑執行人「在上述布林斯托大法官院......放置一塊大理石或紀念碑，上面用拉丁語題詞，以紀念已故牧師約翰·佛蘭斯蒂德」。但似乎沒有建造這樣的紀念碑，近200年後，一塊牌匾被放置在聖壇上，以紀念他的葬禮。
他死後，他的論文和科學儀器被他的遺孀拿走了。多年後，這些檔案被歸還，但儀器不見了。

## 科学成就

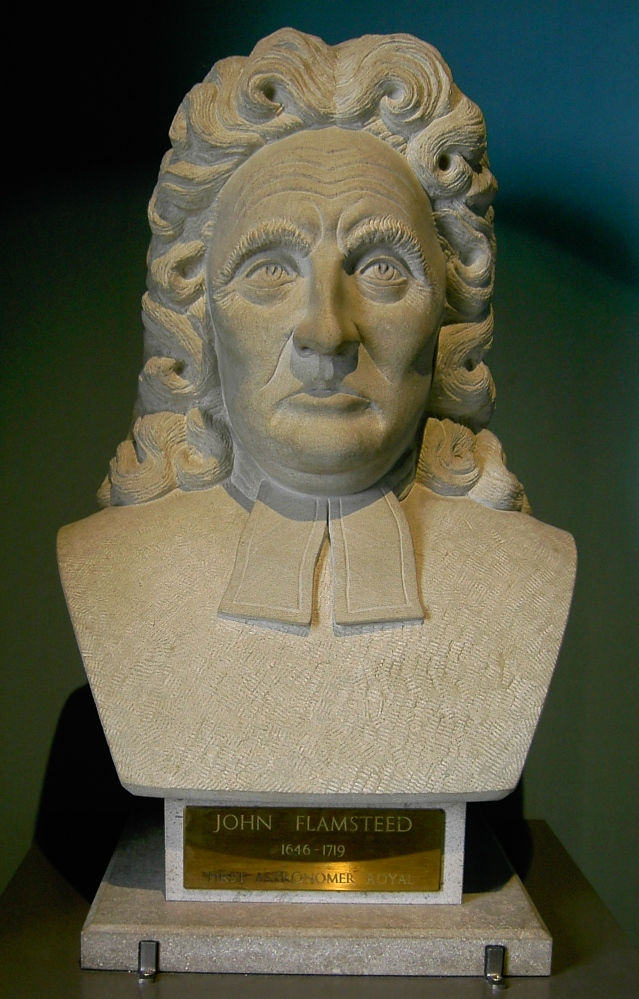
在格林威治皇家天文台博物館的約翰·佛蘭斯蒂德半身像。

佛蘭斯蒂德精確地計算了1666年和1668年的日食。他對最早記錄到的幾次行星天王星的目擊事件負責：他誤以為這是一顆恆星，並將其編目為「金牛座34」。第一次是在1690年12月，這仍然是天文學家已知最早的天王星目擊事件。
1672年10月，當火星處於衝時，佛蘭斯蒂德使用帶有雙十字準線照明的測微器，網狀物目鏡來量測火星的週日視差，從而使他能够估計到火星的距離，進而估計天文單位。為此，佛蘭斯蒂德比較了火星在夜間相對於其他恆星的視位置變化，將這種變化疊加在火星在恆星間的視週日變化上。
1680年8月16日，佛蘭斯蒂德編目了一顆恆星：仙后座3，但後來的天文學家無法證實。三百年後，美國天文歷史學家威廉·阿什沃斯（英語：William Ashworth）提出，佛蘭斯蒂德看到的可能是銀河系歷史上最近的超新星。這一事件留下太陽系外最强的射電源，天文學家通常稱之為仙后座A，而在3C星表中稱為3C 461。由於「仙后座3」的位置與仙后座A的位置並不完全匹配，而且與爆炸相關的膨脹波被追溯到1667年而不是1680年，一些歷史學家認為佛蘭斯蒂德可能只是錯誤地記錄了一顆已知恆星的位置。
1681年，佛蘭斯蒂德提出，1680年11月和12月觀測到的兩顆大彗星不是個別獨立的天體，而是一顆先朝向太陽，然後遠離太陽的彗星。儘管艾薩克·牛頓起初不同意佛蘭斯蒂德的觀點，但他後來同意了此一觀點，並提出彗星和行星一樣，以大而封閉的橢圓軌道繞太陽運動的理論。佛蘭斯蒂德後來得知，牛頓通過愛德蒙·哈雷獲得了他的觀測和數據，是因為他的前助手，以前與他關係密切。
作為皇家天文學家，佛蘭斯蒂德花了大約四十年的時間觀察並為他的恆星目錄做了細緻的記錄，最終將第谷·布拉厄的天空圖集中的條目數量新增了兩倍。他不願冒著聲譽受損的風險發佈未經證實的數據，將不完整的記錄密封在格林威治。1712年，時任英國皇家學會主席的艾薩克·牛頓和愛德蒙·哈雷再次獲得了佛蘭斯蒂德的數據，並盜版的出版了該星表。佛蘭斯蒂德設法收集了四百幅版畫中的三百幅，並將其燒毀。他寫信給他的助手亞伯拉罕·夏普稱：「如果牛頓爵士能理解的話，我對他和哈雷博士都很仁慈」。在17世紀20年代，在佛蘭斯蒂德自己的星圖準備就緒之前，倫敦製圖師約翰·塞內克斯使用盜版星表中的數據製作了星圖。
1725年，由他的妻子瑪格麗特·佛蘭斯蒂德編輯，佛蘭斯蒂德自己版本的《不列顛星圖集》在他死後出版。這包含了佛蘭斯蒂德的觀測結果，並包括了2,935顆恆星的目錄，其精度比以往任何工作都要高得多。它被認為是格林威治天文台的第一個重大貢獻，隨後添加到法語版本中的恆星數位佛蘭斯蒂德名稱仍在使用中。1729年，他的妻子在負責科技方面的約瑟夫·克羅斯特韋和亞伯拉罕·夏普的協助下出版了他的《科萊斯蒂斯星圖》。
佛蘭斯蒂德曾给牛顿的《自然哲学的数学原理》提供天文观测数据。后来他和牛顿交恶，扣住数据不给牛顿。牛顿毫不妥协，在《自然哲学的数学原理》的后来版本中系统性地删除了佛蘭斯蒂德的所有数据。

## 荣誉
- 皇家學會的會員（1676年）[16]
- 總部設在格林威治皇家天文台的佛蘭斯蒂德天文學會以他的名字命名[17]。
- 月球上的隕石坑：佛蘭斯蒂德隕石坑，就是以他的名字命名[18]。
- 小行星佛蘭斯蒂德以他的名字命名以示尊榮[19]。
- 德比郡的幾所學校都以他的名字命名來紀念他[20]。約翰·波特·斯賓塞學院（英语：John Port Spencer Academy）的科學街區被命名為佛蘭斯蒂德，丹貝的約翰‧佛蘭斯蒂德社區學校（英语：John Flamsteed Community School）以他的名字命名[20]。位於德比郡杜菲爾德（英语：Duffield, Derbyshire）的埃克爾斯本學校（英语：The Ecclesbourne School）的佛蘭斯蒂德屋也以他的名字命名[21]。
- 德比市議會（英语：Derby City Council）在德比的皇后街前的鐘錶廠豎立了一塊藍色牌匾以紀念他，這也是為了紀念住在佛蘭斯蒂德以前擁有的房子里的德比的約瑟夫·賴特（英语：Joseph Wright of Derby）[22]。

## 註解
1. ↑  在這篇文章中，1752年9月2日或之前在英國的日期是在儒略曆中給出的。儘管在1753年之前，在英格蘭3月25日被視為年初，但1月1日總是被視為一年的開始。

## 進階讀物
- Die große Flamsteed-Edition, Himmelskartographie von 1776 bis 1805, 94 originalgetreu faksimilierte Himmelskarten, Albireo Verlag Köln, 2017, ISBN 978-3-9816040-3-0.
- The correspondence of John Flamsteed, the first Astronomer Royal compiled and edited by Eric G. Forbes, ... Lesley Murdin and Frances Willmoth. Bristol: Institute of Physics Publishing, 1995–2002 ISBN 0-7503-0147-3   (v. 1); ISBN 0-7503-0391-3 (v. 2) ; ISBN 0-7503-0763-3 (v. 3)
- The Gresham lectures of John Flamsteed, edited and introduced by Eric G. Forbes. London: Mansell, 1975 ISBN 0-7201-0518-8
- Newton's Tyranny: The Suppressed Scientific Discoveries of Stephen Gray and John Flamsteed, David H. Clark & Stephen H.P. Clark. W. H. Freeman, 2001 ISBN 0-7167-4701-4

## 外部連結
- Online catalogue of Flamsteed's working and personal papers (part of the Royal Greenwich Observatory Archives held at Cambridge University Library)
- Baily, Francis (1837) Supplement to the account of the Rev John Flamsteed, at archive.org, containing Flamsteed's own narrative of the conflict with Newton and numerous letters
- John Flamsteed Biography (SEDS)
- Rare book collection at the Vienna Institute of Astronomy
- Flamsteed biography
- Flamsteed Astronomy Society

### 星表
- Historiae coelestis libri duo. e-rara.ch.  – pirated by Isaac Newton and Edmond Halley edition of Flamsteed's British star catalogue (1712)
- Historia Coelestis Britannica, Volume 1 (1725)
- Historia Coelestis Britannica, Volume 2 (1725)
- Historia Coelestis Britannica, Volume 3 (1725) (British Catalogue page)
- Éphémérides des mouvemens célestes. – French edition of the British Catalogue with Flamsteed numbers (1783)
- Caroline Herschel. Catalogue of Stars, taken from Mr. Flamsteed's observations contained in the second volume of the Historia Cœlestis, and not inserted in the British Catalogue ... By Carolina Herschel. With introductory and explanatory remarks to each of them. By William Herschel (1798)
- Francis Baily. A Catalogue of the Positions (in 1690) of 564 Stars observed by Flamsteed, but not inserted in his British Catalogue, together with some Remarks on Flamsteed's Observations. (1829)
- Francis Baily. An Account of the Revd. John Flamsteed, the First Astronomer-royal: Compiled from His Own Manuscripts, and Other Authentic Documents, Never Before Published. To which is Added His British Catalogue of Stars, Corrected and Enlarged (1835)
- Wagman, M. Flamsteed's Missing Stars (1987)

### 星圖
- . RareMaps.com. – scan of the 1st edition (1729)
- Atlas Coelestis – full digital facsimile of the 1st edition, Linda Hall Library (1729)
- . National Library of Australia. – full scan of the 2nd edition (1753)
- Atlas coelestis, Londra Edizione del 1753 da www.atlascoelestis.com
- Atlas coelestis, Londra Edizione del 1753 colorata a mano da www.atlascoelestis.com
- . Utrecht University. – scan of the 3rd edition (1776)
- Atlas Céleste de Flamstéed – French edition reproduced by J. Fortin, full digital facsimile of the 3rd edition, Linda Hall Library (1776)

| 大英帝國     |                                           |                    |
| 大英帝國大臣 |                                           |                    |
| 前任： 首任  | 大英帝國皇家天文學家 第一任 1675年—1719年 | 繼任： 愛德蒙·哈雷 |